# Walter Córdova Alemán
Walter Horacio Córdova Alemán (Lima, 2 de septiembre de 1964) es un militar peruano en situación de retiro. Fue comandante general del Ejército del Perú desde el 1 de noviembre de 2021 hasta el 20 de diciembre de 2022.

## Biografía
Ingresó a la escuela militar de Chorrillos en 1981, graduándose como Alférez de artillería en 1985 en la promoción Héroes de Concepción, la misma de Antauro Humala Tasso. 
Cuenta con una Maestría en Ciencia Política con mención en Gestión Pública, un Diplomado en Administración de Empresas y en Dirección Estratégica para la Defensa y Administración de Crisis y otra maestría en Desarrollo y Defensa Nacional.
Fue ascendido a general del ejército por el presidente Pedro Castillo, cuando el comandante general José Vizcarra Álvarez se negó a ascender a los recomendados del jefe del Estado. El mandatario Castillo nombró a Córdova, a pesar de que Vizcarra había propuesto su pase al retiro. En octubre de 2022 se pensó que Córdova estaría alineado con los intereses políticos de Castillo para ascender a oficiales afines a su línea de gobierno. Sin embargo, para diciembre del mismo año, el mismo Castillo evaluaba cesarlo en el cargo junto a Manuel Gómez de la Torre (Jefe del Comando Conjunto de las Fuerzas Armadas del Perú), adelantando así sus pases al retiro programados inicialmente para noviembre de 2023.
El 6 de diciembre de 2022, el nuevo ministro de Defensa, Gustavo Bobbio, le comunicó que debía cesar en el cargo de Comandante General del Ejército solicitándole que redactara su carta de renuncia. En la mañana del 7 de diciembre, se apersonó a Palacio de Gobierno para que  el presidente le explicara su cese, y este le respondió que "debía cesar porque ya había cumplido su ciclo". Posteriormente, Córdova presentó su carta de renuncia "por motivos estrictamente personales". Según la fiscalía, Castillo intentaba colocar en su lugar a un oficial afín a su objetivo (tomar el poder mediante el autogolpe de estado).